# ストルニノ
座標: 北緯56度22分59.88秒 東経38度34分0.12秒 / 北緯56.3833000度 東経38.5667000度

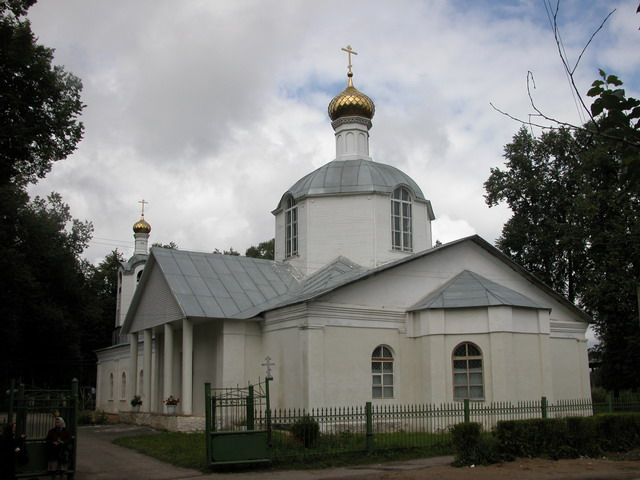
ストルニノの顕栄聖堂

ストルニノ（ストルーニノ、ロシア語: Стру́нино；Strunino）は、ロシア連邦・ヴラジーミル州の西部にある町。人口は1万1774人（2021年）。州都ウラジーミルから東へ131km。
ストルニノはモスクワ高地の東端に位置し、シェルナ川（クリャージマ川の支流）の源流となるモロクチャ川が近くから流れている。10km東にはアレクサンドロフの街があり、ストルニノはアレクサンドロフを中心とするアレクサンドロフスキー地区に属する。

## 歴史
ストルニノの村の名は1492年の記録に初出する。この地名はおそらくペレスラヴリ・ザレスキー出身のフョードル・ストルナ・スホリンの所領があったことからきていると考えられる。
ストルニノが市になったのは1938年のことで、繊維工場の周囲にできた集落が大きくなったことがきっかけだった。

## 文化と経済
ストルニノには1893年から1898年にかけて建てられた小さな顕栄聖堂（церковь Преображения Господня）がある。ソビエト連邦時代には囚人を収容する施設となっていたが1990年代に入り再び聖堂として使われるようになった。
大きな企業には綿製品や衣料を製造する工場のほか、ダンボールを製造するアイルランドとの合弁企業もある。
ストルニノは1870年に開通したモスクワ-セルギエフ・ポサド-アレクサンドロフ-ヤロスラヴリ間の鉄道本線が通り、現在もシベリア鉄道へ向かう列車の一部が走る。またストルニノとアレクサンドロフの間で、南のオレホヴォ＝ズエヴォに向かうモスクワの周囲を環状に取り巻く路線が分かれている。
モスクワ-ウラジーミル-ニジニ・ノヴゴロドを結ぶ高速道路M7と、モスクワ-セルギエフ・ポサド-ヤロスラヴリを結ぶ高速道路M8を結ぶ国道75号線がストルニノからアレクサンドロフを通り、コリチューギノを経てウラジーミル郊外に至っている。